# برزه‌دماغ (کرمانشاه)
برزه‌دماغ (به کردی: به‌رزه‌ده‌ماخ)، یکی از محله‌های قدیمی واقع در بافت قدیمی شهر کرمانشاه است. این محله یکی از روستاهای قدیمی‌ای است که بافت تاریخی شهر کرمانشاه از به هم پیوستن‌شان تشکیل شده‌است. برزه‌دماغ در منطقه ۳ شهرداری کرمانشاه قرار دارد.

## تاریخچه
قدمت این محله به اواخر دوران زندیه باز می‌گردد. در گذشته شهر کرمانشاه در دره رود قره‌سو قرار داشت. پس از تخریب شهر قدیم در اثر حمله کریم‌خان زند در سال ۱۷۵۳ میلادی، مردم به دره رود آبشوران کوچ کردند. از سال ۱۷۶۲ با انتصاب الله‌قلیخان زنگنه به عنوان حاکم شهر، ساخت بازار کرمانشاه و ساختمان‌های جدید در حاشیه رود آبشوران آغاز شد. جمعیت آواره به روستاهای برزه‌دماغ، هوری‌آباد و فیض‌آباد هجوم آورد که اکنون بخشی از بافت قدیم شهر کرمانشاه به‌شمار می‌آیند.
با آمدن اتوموبیل به شهر کرمانشاه، به منظور دسترسی به درون محلات فیض‌آباد و برزه‌دماغ و چنانی، نقشهٔ خیابان‌های سپه (مدرس) و جلیلی-برزه‌دماغ در سال ۱۳۱۲ تهیه و عملیات اجرایی آن آغاز شد. در نتیجهٔ ساخت خیابان سپه در این دوره، بازار کرمانشاه به دو پارهٔ شرقی و غربی تقسیم شد. در همین زمان احداث خیابان جلیلی-برزه‌دماغ (جلیلی-شهدای اشک‌تلخ) از شمال به جنوب نیز سبب شد تا پارهٔ شرقی بازار، خود به دو بخش تقسیم شده و راسته بازار چال حسن‌خان در سمت شرق و راسته‌های آهنگرها، بنکدارها، صندوق‌سازها، بزازخانهٔ کهنه و نو و بازار یهودی‌ها در سمت غرب این خیابان قرار بگیرند.

## وجه تسمیه
برزه‌دماغ در سمت شرقی رودخانه آبشوران و بر روی برآمدگی تپه‌مانندی قرار گرفته‌است. در زبان کردی برزه به معنای بلندی است. به احتمال زیاد نامگذاری روستای سابق برزه‌دماغ که بعدها نام خود را به این محله داده‌است، به سبب بلندی زمین‌های آن نسبت به رودخانه و مناطق اطراف آن بوده‌است.

## موقعیت
پهنهٔ تاریخی این محله از سمت غرب به خیابان مدرس (سپه)، از شمال به خیابان چهل‌متری (شهید مطهری)، از سمت شمال غربی به خیابان شهید واحدی، از سمت جنوب غربی به بلوار شهدای رحمانپور (کوچهٔ ثبت) و خیابان معلم (شاهبختی)، از سمت شرق به خیابان چهل‌متری ارتش، و از سمت شمال شرق به خیابان نیروگاه محدود می‌شود.
امروزه بیشتر نام برزه‌دماغ برای اشاره به خیابان برزه‌دماغ (شهیدان اشک‌تلخ) به کار می‌رود و بخش‌های دیگر محله با نام‌های دیگری مورد اشاره قرار می‌گیرند. پهنهٔ امروزی محلهٔ برزه‌دماغ از شمال به میدان وزیری، از جنوب به خیابان سیدجمال‌الدین اسدآبادی (محله ی پُشت بدنه که کل هواس‌خان درآن واقع است)، از شرق به خیابان شهید واحدی و از غرب به خیابان برزه‌دماغ محدود می‌شود.

## نقاط شاخص محله
- سرچشمۀ برزه‌دماغ: سرچشمۀ برزه‌دماغ در نزدیکی تکیۀ معاون‌الملک و پایین‌تر از چشمه‌ای قرار داشت که به نام کیه‌نی روسم‌بگ نامیده می‌شد. این چشمه در مکان ابتدای دو کوچۀ سیداسماعیل اجاق و سیدحسن اجاق قرار داشت که در کنار یکدیگر بودند.[۴]

## خیابان‌های اصلی
- خیابان شهیدان اشک‌تلخ (خیابان برزه‌دماغ)
- خیابان سید جمال‌الدین اسدآبادی (پُشت بدنه)
- خیابان شهید واحدی
- خیابان دکتر علی شریعتی (پهلوی)
- بلوار شهیدان رحمانپور (کوچهٔ ثبت)

## افراد مشهور
- پرتو کرمانشاهی
- شهرام ناظری
- کیخسرو پورناظری
- علی البرزی
- حسین البرزی
- مرتضی نجومی
- نیکزاد نجومی
- عبدالجلیل جلیلی
- محمد جلال میرزایی

## بناهای شاخص
- خانه معتضدالدوله وزیری
- بازار کرمانشاه